# Foot Ball Club Brescia 1931-1932
Questa pagina raccoglie i dati riguardanti il Foot Ball Club Brescia nelle competizioni ufficiali della stagione 1931-1932.

## Stagione
La stagione 1931-1932 del Brescia terminò con un il diciassettesimo posto con 25 punti in Serie A, a pari merito con il Bari. Questo comportò lo spareggio salvezza, giocato a Bologna il 16 giugno 1932 e vinto dal Bari 2-1, che condannò la squadra lombarda alla prima amara retrocessione in Serie B.

## Divise
Le maglie utilizzate nella stagione furono quelle "classiche": blu Savoia con V bianca la prima divisa, colori opposti per la seconda.
| Casa | Trasferta |

## Rosa
| N. |                   | Ruolo | Calciatore          |
| -- | ----------------- | ----- | ------------------- |
|    | Italia (bandiera) | P     | Giuseppe Peruchetti |
|    | Italia (bandiera) | P     | Piergiacomo Morandi |
|    | Italia (bandiera) | D     | Andrea Gadaldi      |
|    | Italia (bandiera) | D     | Angelo Pasolini     |
|    | Italia (bandiera) | D     | Bonifacio Scaltriti |
|    | Italia (bandiera) | D     | Giovanni Acerboni   |
|    | Italia (bandiera) | C     | Evaristo Frisoni II |
|    | Italia (bandiera) | C     | Mario Maffioli      |
|    | Italia (bandiera) | C     | Pietro Perotti      |
|    | Italia (bandiera) | C     | Ezio Morselli       |
|    | Italia (bandiera) | C     | Giovanni Gasparini  |

| N. |                   | Ruolo | Calciatore       |
| -- | ----------------- | ----- | ---------------- |
|    | Italia (bandiera) | C     | Stefano Perati   |
|    | Italia (bandiera) | A     | Giovanni Braga   |
|    | Italia (bandiera) | A     | Erminio Reggiani |
|    | Italia (bandiera) | A     | Rocco Ranelli    |
|    | Italia (bandiera) | A     | Carlo Bossini    |
|    | Italia (bandiera) | A     | Angelo Gibertoni |
|    | Italia (bandiera) | A     | Renato Baiguera  |
|    | Italia (bandiera) | A     | Francesco Volpi  |
|    | Italia (bandiera) | A     | Arturo Baratto   |
|    | Italia (bandiera) | A     | Guido Bosio II   |

## Risultati

### Serie A

#### Girone di andata
| Arbitro: | Caironi (Milano) |

|            |           |  |
| Ranelli 3’ | Marcatori |  |

| Arbitro: | Gonani (Ravenna) |

|                         |           |              |
| Petrone 7’ Prendato 84’ | Marcatori | 62’ Maffioli |

| Arbitro: | Mattea (Torino) |

|  |           |                          |
|  | Marcatori | 63’ Demaria I 68’ Meazza |

| Arbitro: | Scarpi (Dolo) |

|                           |           |                   |
| Carnevali 8’ Morselli 39’ | Marcatori | 12’, 34’ Maffioli |

| Arbitro: | Melandri (Genova) |

|              |           |               |
| Scategni 40’ | Marcatori | 86’ Scaltriti |

| Arbitro: | Lenti (Genova) |

|                          |           |              |
| Celoria 30’ Castello 71’ | Marcatori | 9’ Gasparini |

| Arbitro: | Lenti (Genova) |

|               |           |                         |
| Gasparini 56’ | Marcatori | 23’ Libonatti 83’ Prato |

| Arbitro: | Bertoli (Vicenza) |

|                            |           |                             |
| Gasparini 17’ Maffioli 64’ | Marcatori | 5’ Magnozzi 23’, 40’ Bocchi |

| Busto Arsizio 22 novembre 1931 9ª giornata | Pro Patria       | 0 – 0 | Brescia | Stadio Comunale\| Arbitro: \| Gonani (Ravenna) \| |
| Arbitro:                                   | Gonani (Ravenna) |       |         |                                                   |

| Arbitro: | Rovida (Milano) |

|                          |           |                |
| Ranelli 63’ Pasolini 85’ | Marcatori | 44’ Castellani |

| Arbitro: | Scorzoni (Bologna) |

|                      |           |  |
| Scaltriti 14’ (aut.) | Marcatori |  |

| Arbitro: | Barlassina (Novara) |

|                                                  |           |  |
| Mazzoni 5’ Banchero I 27’ Patri 60’ Casanova 83’ | Marcatori |  |

| Arbitro: | Mattea (Torino) |

|  |           |              |
|  | Marcatori | 66’ Schiavio |

| Arbitro: | Gonani (Ravenna) |

|                          |           |  |
| De Maria 51’ Guarisi 87’ | Marcatori |  |

| Arbitro: | Lenti (Genova) |

|  |           |                                                |
|  | Marcatori | 25’ Ferrari 51’ Orsi 53’ Vecchina 78’ Munerati |

| Arbitro: | Beretta (Novi Ligure) |

|             |           |           |
| Benatti 89’ | Marcatori | 50’ Volpi |

| Arbitro: | Girelli (Verona) |

|                                         |           |            |
| Costantino 21’, 52’ Morselli 58’ (aut.) | Marcatori | 5’ Ranelli |

#### Girone di ritorno
| Arbitro: | U.Gama (Milano) |

|                                         |           |                         |
| Perazzo 47’ Scagliotti 56’ Cattaneo 68’ | Marcatori | 4’ Ranelli 60’ Baiguera |

| Arbitro: | Barlassina (Novara) |

|  |           |            |
|  | Marcatori | 21’ Rivolo |

| Arbitro: | Biancone (Roma) |

|                                                |           |  |
| Rivolta 15’, 70’, 89’ Meazza 60’ Serantoni 72’ | Marcatori |  |

| Arbitro: | U.Gama (Milano) |

|                    |           |              |
| Gibertoni 73’, 90’ | Marcatori | 12’ Lombatti |

| Brescia 6 marzo 1932 22ª giornata | Brescia            | 0 – 0 | Bari | Stadium di Viale Piave\| Arbitro: \| Scorzoni (Bologna) \| |
| Arbitro:                          | Scorzoni (Bologna) |       |      |                                                            |

| Arbitro: | Gonani (Ravenna) |

|                |           |  |
| Frisoni II 82’ | Marcatori |  |

| Arbitro: | Lenti (Genova) |

|                                               |           |  |
| Libonatti 32’, 80’, 83’ Baloncieri 44’ (rig.) | Marcatori |  |

| Arbitro: | Melandri (Genova) |

|                                  |           |                                    |
| Moretti 7’ Frisoni II 80’ (aut.) | Marcatori | 21’ (aut.) Schienoni 29’ Gasparini |

| Brescia 17 aprile 1932 26ª giornata | Brescia         | 0 – 0 | Pro Patria | Stadium di Viale Piave\| Arbitro: \| Mattea (Torino) \| |
| Arbitro:                            | Mattea (Torino) |       |            |                                                         |

| Arbitro: | Scorzoni (Bologna) |

|                |           |            |
| Castellani 69’ | Marcatori | 5’ Ranelli |

| Arbitro: | Guarnieri (Milano) |

|                                   |           |  |
| Ardissone 9’ (aut.) Gibertoni 37’ | Marcatori |  |

| Arbitro: | Scorzoni (Bologna) |

|                                                         |           |                   |
| Frisoni II 14’ Scaltriti 23’ Maffioli 25’ Gibertoni 32’ | Marcatori | 49’, 81’ Levratto |

| Arbitro: | Bevilacqua (Viareggio) |

|                                                        |           |               |
| Baldi 12’ (rig.), 44’ Schiavio 29’ Maini 40’, 65’, 86’ | Marcatori | 4’ Frisoni II |

| Arbitro: | Beretta (Novi Ligure) |

|                |           |  |
| Frisoni II 80’ | Marcatori |  |

| Arbitro: | Ciamberlini (Genova) |

|                                          |           |  |
| Vecchina 42’ Ferrari 68’ Orsi 86’ (rig.) | Marcatori |  |

| Arbitro: | Scarpi (Dolo) |

|              |           |  |
| Scaltriti 5’ | Marcatori |  |

| Arbitro: | Giorgi (Gallarate) |

|               |           |          |
| Scaltriti 89’ | Marcatori | 68’ Volk |

#### Spareggio salvezza
| Arbitro: | Scorzoni (Bologna) |

|                     |           |          |
| Gay 74’ (rig.), 85’ | Marcatori | 3’ Braga |

## Statistiche

### Statistiche di squadra
| Competizione | Punti | In casa | In casa | In casa | In casa | In casa | In casa | In trasferta | In trasferta | In trasferta | In trasferta | In trasferta | In trasferta | Totale | Totale | Totale | Totale | Totale | Totale | DR  |
| Competizione | Punti | G       | V       | N       | P       | Gf      | Gs      | G            | V            | N            | P            | Gf           | Gs           | G      | V      | N      | P      | Gf     | Gs     | DR  |
| ------------ | ----- | ------- | ------- | ------- | ------- | ------- | ------- | ------------ | ------------ | ------------ | ------------ | ------------ | ------------ | ------ | ------ | ------ | ------ | ------ | ------ | --- |
| Serie A      | 34    | 17      | 8       | 3       | 6       | 18      | 18      | 17           | 0            | 6            | 11           | 13           | 42           | 34     | 8      | 9      | 17     | 31     | 60     | -29 |

### Statistiche dei giocatori[6]
| Giocatore     | Serie A  | Serie A |
| Giocatore     | Presenze | Reti    |
| ------------- | -------- | ------- |
| G. Acerboni   | 5        | 0       |
| R. Baiguera   | 7        | 1       |
| A. Baratto    | 1        | 0       |
| G. Bosio II   | 1        | 0       |
| C. Bossini    | 10       | 0       |
| G. Braga      | 32       | 0       |
| E. Frisoni II | 33       | 4       |
| A. Gadaldi    | 34       | 0       |
| G. Gasparini  | 27       | 4       |
| A. Gibertoni  | 11       | 4       |
| M. Maffioli   | 28       | 5       |
| P. Morandi    | 13       | -26     |
| E. Morselli   | 28       | 0       |
| A. Pasolini   | 34       | 1       |
| S. Perati     | 4        | 0       |
| P. Perotti    | 4        | 0       |
| G. Peruchetti | 21       | -34     |
| R. Ranelli    | 30       | 5       |
| E. Reggiani   | 10       | 0       |
| B. Scaltriti  | 27       | 4       |
| F. Volpi      | 14       | 1       |